# Le Gang des tractions-arrière
Pour plus de détails, voir Fiche technique et Distribution.
Le Gang des tractions-arrière  est un film français réalisé par Jean Loubignac et sorti en 1950.  

## Synopsis
Paris 1950. À la suite d'un pari, les employés de "La Tirelire Française", compagnie d'assurances, dévalisent leur banque. Menés par un modeste comptable stupide (Jean Parédès), ils se font à leur tour dérober leur butin au moment de le restituer. Une folle poursuite s'engage entre les vrais gangsters (en traction avant), les faux gangsters (en traction arrière) et la police.

## Fiche technique
- Titre français : Le Gang des tractions-arrière
- Réalisateur : Jean Loubignac, assisté de Claude Pierson
- Scénariste : Jean Guitton (+ dialogue) et Jean Loubignac (adaptation)
- Script-girl : Colette Thiriet
- Décors : Louis Le Barbenchon
- Photographie : René Colas
- Cameraman : Pierre Lebon
- Photographe de plateau : Henri Thibault
- Maquillage : Jean-Jacques Chanteau
- Son : Fernand Janisse
- Montage : Raymonde Battini
- Musique : Marceau Van Hoorebecke
- Directeur de production : Émile Buhot
- Régisseur général :André Bertoux
- Production : Emile Flavin
- Société(s) de production :  Optimax Films
- Société(s) de distribution : 	Les Films Georges Muller
- Pays de production : France
- Langue originale : français
- Format :  Noir et blanc - 1,37:1  - Son mono
- Visa de censure N° 10092 du 9 août 1950
- Genre : Comédie et film de gangsters
- Durée : 108 minutes
- Date de sortie :	
  - France : 24 novembre 1950

Sources : Bifi et IMDb

## Distribution
- Ambreville
- Roland Armontel : Antoine Pluchet
- Madeleine Barbulée
- Jules Berry : le baron du Puy de la Margelle
- Liliane Bert : Gisèle
- Raymond Cordy : Marcel La Sauvette
- Max Dalban : Victor
- Louis de Nalair
- Albert Duvaleix : le directeur de l'asile psychiatrique
- Marcelle Féry
- Jim Gérald : l'employé de banque
- René Hell : un gangster
- Nicole Jonesco
- René Lacourt : Antoine
- Charles Lemontier : Sanzun
- Palmyre Levasseur
- Gustave Libeau : l'agent de change bruxellois
- Simone Logeart
- Julien Maffre : l'agent au commissariat
- Mag-Avril : une folle
- Franck Maurice : un agent
- Jacques Muller
- Félix Oudart : le directeur de l’entreprise
- Laure Paillette
- Félix Paquet : l'homme du métro
- Jean Parédès : Ernest Michaux
- Georges Paulais : Pélot
- Marguerite Pierry : Mme Marcel, la folle
- Paul Raysse : un gangster
- Nicole Regnault
- Marcelle Rexiane : une folle
- Émile Riandreys
- Émile Ronet : le commissaire-priseur
- Édouard Rousseau
- Marcel Rouzé
- Émile Seylis
- Jane Sourza : la tante
- Madeleine Suffel : une folle
- Jean Témerson  : Torchard, l'adjoint de Pluchet
- Yvonne Yma : une infirmière